# プレイス
プレイス（学名Pleuronectes platessa、英名European plaice）は、カレイ目の魚の一種である。水産上の重要性が高い。別名：ヨーロッパツノガレイ

## 分布と生息域
プレイスの生息する地理的な範囲は、バレンツ海から地中海の沿岸や、北東太平洋、グリーンランドにまで及ぶ。非常によく見られる魚で、水深10mから50mのヨーロッパの大陸棚の砂質および泥質の海底に多く、たいていは水深10mから50mに生息する。日中は堆積物に潜り込むようにして、長い間動かずにじっとしている。最大で水深約200mの場所でも見つかることもあるが、特に幼魚は、非常に浅い沿海まで来る。
塩分濃度が低い環境でも生きることができ、汽水域や淡水域で見つかることもある。

## 特徴
プレイスの体色は濃灰色から濃茶色で、橙色の不規則で目立つ斑点がついている。下側は白い真珠色である。表皮は滑らかで鱗は小さい。周囲と合うように体の色を変えることができるが、橙色の斑点は常に残ったままである。表皮にはとげはない。
体長は最大で約1mになるが、網にかかる成魚はほとんどが50cmから60cmの間である。記録に残る最大の体重は7kgで、寿命は最長で50年生きた記録がある。
成魚の外形は楕円形で、頭はかなり小さく、全長の25%以下である。先端には小さな尖った口があり、上顎骨は右目の下まで達している。両目は体の右側に偏っている。両目の下の骨稜は、この種に特徴的なものである。側線は胸びれのところで緩くカーブしている。背びれは目の位置まで達している。背びれと尻びれは、尾びれから離れている。尻びれには48本から59本の柔らかい鰭条ととげがある。背びれには65本から79本、胸びれには10本から11本、腹びれには6本の柔らかい鰭条がある。

## 餌
夜間に活動し、多毛類、甲殻類、二枚貝等を食べる。1歳から2歳の幼魚は主にコエビ下目を食べる。

## 生活環
北海における主要な産卵場所は、Southern Bightやイギリス海峡の東部である。プレイスの産卵数は、実際に産卵を開始するより前に決まる。メスが成熟する、すなわち産卵可能になるのは3歳から7歳の間だが、北海ではほとんどのメスは3歳で成熟する。卵巣は8月末から9月には発達し始め、12月から5月に産卵する。メスは約1ヶ月間かけて、3日から5日おきに卵を産む。
卵は約2週間後に孵化してプランクトンとして水中を漂い、水温によるが8週間から10週間後に変態すると、潮間帯の砂地に定住するようになる。幼魚は「半能動的潮汐移動」と呼ばれる動きを見せる。即ち、幼魚は流れに逆らって泳ぐことはできないため、水中で垂直方向の位置を変えることで目的の場所に移動する能力を持つ。波が打ち寄せて水位が上がる時には、幼魚は上の方に移動して陸に向かう。波が引いて水位が下がる時には、下の方に移動してなるべく動かないように調整する。幼魚が定住に適した場所に到達すると、カレイ目の非対称な体に変態する。これには10日間を要する。
変態直後の若魚は、浅瀬の潮間帯に定住する。変態後1週間以内の特に若い個体は、潮が引いた後も、潮間帯の浅い潮だまりに留まる。この理由については、まだ明らかになっていない。0+グループと呼ばれる生後1年以内の個体は、緯度や気温に依るが7か月程度潮間帯に留まって、その後深い海に移住する。その一部は翌年には同じ場所にまた戻り、その翌年も戻ってくるものもある。しかし、若魚の多くは1年目に移住すると再び戻ってくることはない。

## 食用として
プレイスはしばしばフィッシュ・アンド・チップスの材料として用いられる。北ドイツ料理やデンマーク料理では、プレイスは最も良く食べられる魚の1つである。切り身にして衣を付けて揚げたプレイスはレムラード、スライスしたレモンとともにオープンサンドイッチの具として用いられる。揚げたプレイスはフレンチフライとレムラード・ソースともに、温かいまま主菜として食べられることもあり、デンマークのレストランでは良くお子様ランチとして提供される。家庭でそのまま焼いたり揚げたりできるようにパン粉をまぶして冷凍したものもスーパーマーケットで入手できる。オーブンで焼いて調理されることもある。

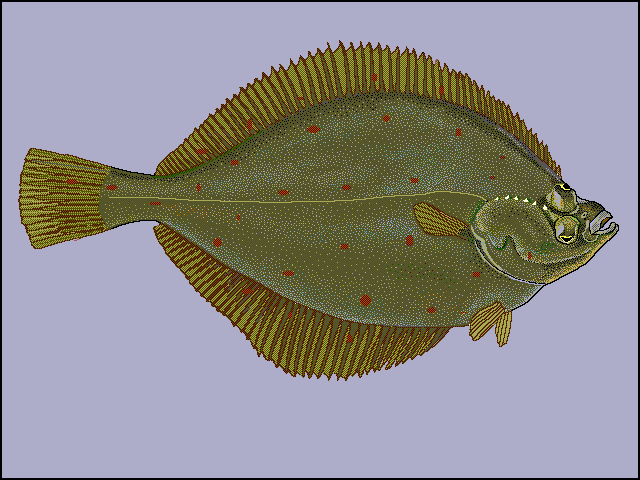
スケッチ

## 保護状況
プレイスは、タラ、アンコウ、シタビラメ等の北海の他の底生魚類とともに国際海洋探査協議会によって"outside safe biological limits."と分類されている。さらに現在は古い個体が急速に減少しており、40歳以上まで生きられるのに、6歳以上の個体は滅多にいない。世界自然保護基金は2006年に「8種類のカレイ目のうち、1種類のみが持続可能な漁獲量であり、3種類は過剰採集である。現存量を見積もるにはデータは十分でないが、水揚げ量は歴史的に低い水準である。」と述べている。